# Leichtathletik-Weltmeisterschaften 2003/110 m Hürden der Männer

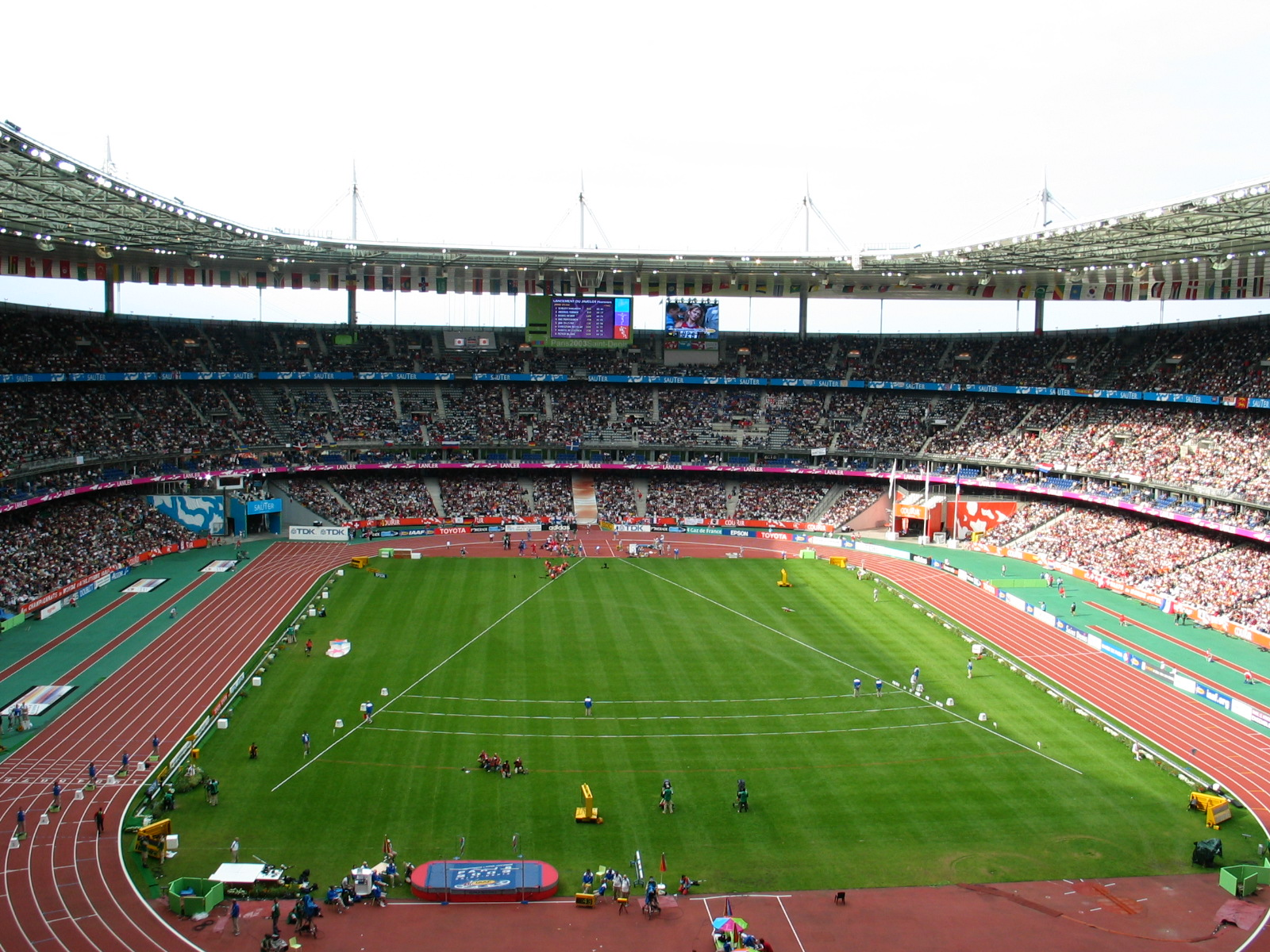
Stade de France in Paris/Saint-Denis am Schlusstag der Leichtathletik-Weltmeisterschaften

Der 110-Meter-Hürdenlauf der Männer bei den Leichtathletik-Weltmeisterschaften 2003 wurde vom 28. bis 30. August 2003 im Stade de France der französischen Stadt Saint-Denis unmittelbar bei Paris ausgetragen.
In diesem Wettbewerb errangen die US-amerikanischen Hürdensprinter einen Doppelsieg. Seinen vierten WM-Titel nach 1995, 1997 und 2001 errang der Olympiasieger von 1996 Allen Johnson. Rang zwei belegte der Olympiazweite von 2000 Terrence Trammell. Bronze ging an den Chinesen Liu Xiang.

## Bestehende Rekorde
| Weltrekord               | 12,91 s | Colin Jackson | WM 1993 in Stuttgart, Deutschland | 20. August 1993 |
| Weltmeisterschaftsrekord | 12,91 s | Colin Jackson | WM 1993 in Stuttgart, Deutschland | 20. August 1993 |

Der bestehende WM-Rekord wurde bei diesen Weltmeisterschaften nicht eingestellt und nicht verbessert.

## Doping
In diesem Wettbewerb gab es einen Dopingfall.
Der zunächst fünftplatzierte US-Amerikaner Chris Phillips wurde nach dem Fund von Modafinil in seiner Dopingprobe disqualifiziert.
Benachteiligt wurden vor allem zwei Hürdensprinter, die sich über die Zeitregel eigentlich für die jeweils nächste Runde qualifiziert hätten:
- Shaun Bownes, Südafrika – startberechtigt im Finale
- Chris Pinnock, Jamaika – startberechtigt im Halbfinale

## Vorrunde
Die Vorrunde wurde in fünf Läufen durchgeführt. Die ersten drei Athleten pro Lauf – hellblau unterlegt – sowie die darüber hinaus neun zeitschnellsten Läufer – hellgrün unterlegt – qualifizierten sich für das Halbfinale.

### Vorlauf 1
28. August 2003, 19:43 Uhr
Wind: +0,1 m/s
| Platz | Name              | Nation                | Zeit (s) |
| ----- | ----------------- | --------------------- | -------- |
| 1     | Robert Kronberg   | Schweden              | 13,46    |
| 2     | Liu Xiang         | Volksrepublik China   | 13,48    |
| 3     | Terrence Trammell | USA                   | 13,51    |
| 4     | Gregory Sedoc     | Niederlande           | 13,62    |
| 5     | William Erese     | Nigeria               | 13,67    |
| 6     | Andrea Giaconi    | Italien               | 13,69    |
| 7     | Arlindo Pinheiro  | São Tomé und Príncipe | 15,10    |

### Vorlauf 2
28. August 2003, 19:43 Uhr
Wind: +0,1 m/s
| Platz | Name                  | Nation    | Zeit (s)                                         |
| ----- | --------------------- | --------- | ------------------------------------------------ |
| 1     | Allen Johnson         | USA       | 13,42                                            |
| 2     | Márcio Simão de Souza | Brasilien | 13,43                                            |
| 3     | Shaun Bownes          | Südafrika | 13,50                                            |
| 4     | Yoel Hernández        | Kuba      | 13,56                                            |
| 5     | Chris Pinnock         | Jamaika   | 13,74 eigentlich für das Halbfinale qualifiziert |
| 6     | David Ilariani        | Georgien  | 13,89                                            |
| 7     | Peter Coghlan         | Irland    | 13,90                                            |

### Vorlauf 3

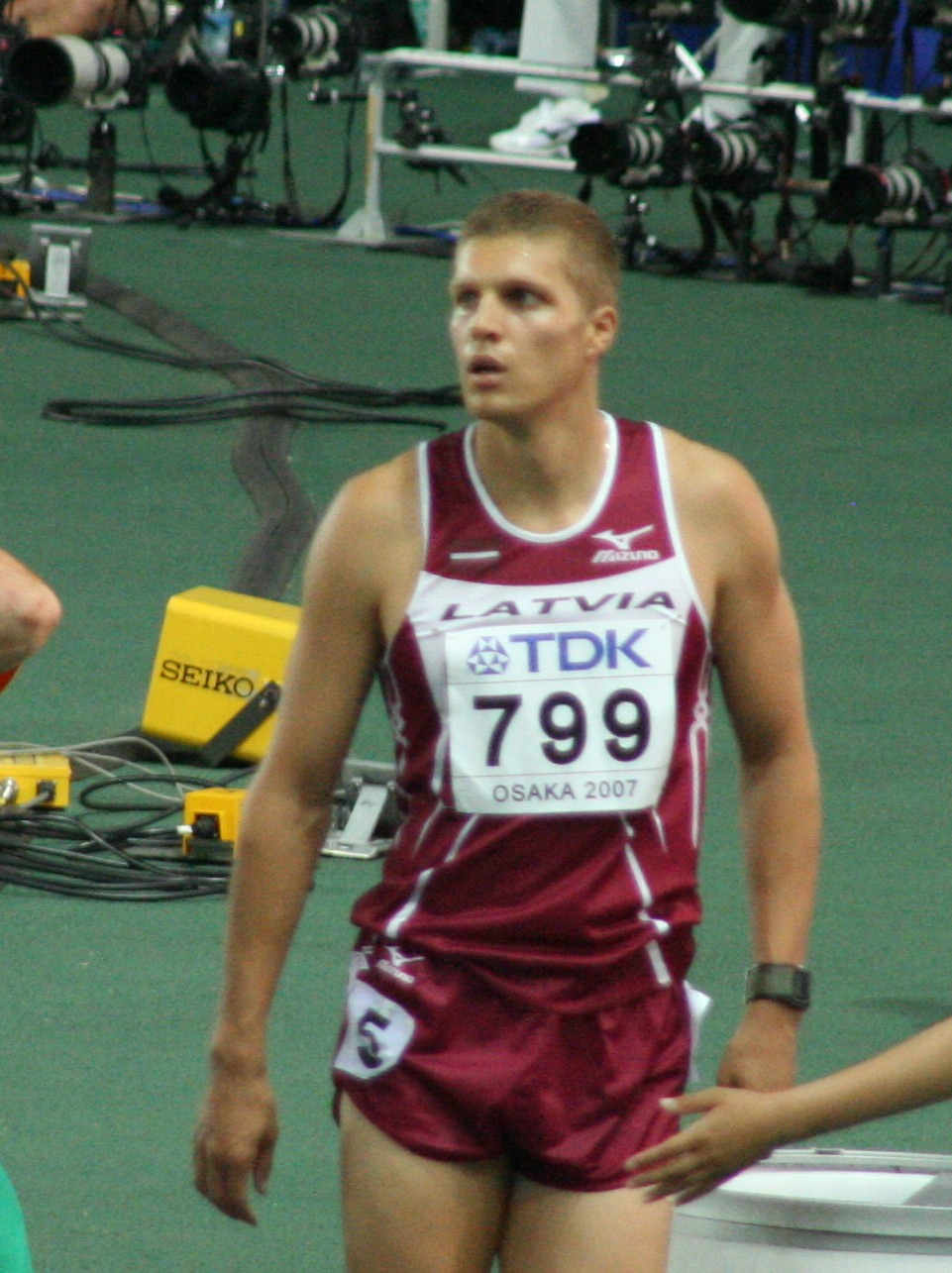
Staņislavs Olijars erreichte in seinem Vorrundenrennen nicht das Ziel

28. August 2003, 19:51 Uhr
Wind: ±0,0 m/s
| Platz | Name                         | Nation         | Zeit (s) |
| ----- | ---------------------------- | -------------- | -------- |
| 1     | Matheus Facho Inocêncio      | Brasilien      | 13,62    |
| 2     | Robert Newton                | Großbritannien | 13,62    |
| 3     | Philip Nossmy                | Schweden       | 13,68    |
| 4     | Jérôme Crews                 | Deutschland    | 13,72    |
| 5     | Joseph-Berlioz Randriamihaja | Madagaskar     | 13,80    |
| 6     | Muhd Faiz Mohammad           | Malaysia       | 14,17    |
| DNF   | Staņislavs Olijars           | Lettland       |          |

### Vorlauf 4
28. August 2003, 19:59 Uhr
Wind: +0,3 m/s
| Platz | Name               | Nation    | Zeit (s) |
| ----- | ------------------ | --------- | -------- |
| 1     | Larry Wade         | USA       | 13,49    |
| 2     | Redelén dos Santos | Brasilien | 13,57    |
| 3     | Masato Naitō       | Japan     | 13,59    |
| 4     | Jackson Quiñónez   | Ecuador   | 13,67    |
| 5     | Matti Niemi        | Finnland  | 13,69    |
| DNS   | Maurice Wignall    | Jamaika   |          |

### Vorlauf 5
28. August 2003, 20:07 Uhr
Wind: +0,2 m/s
| Platz | Name              | Nation              | Zeit (s)                      |
| ----- | ----------------- | ------------------- | ----------------------------- |
| 1     | Ladji Doucouré    | Frankreich          | 13,31                         |
| 2     | Dudley Dorival    | Haiti               | 13,41                         |
| 3     | Shi Dongpeng      | Volksrepublik China | 13,48                         |
| 4     | Charles Allen     | Kanada              | 13,67                         |
| 5     | Kuripitone Betham | Samoa               | 16,24                         |
| DNF   | Jonathan N’Senga  | Belgien             |                               |
| DOP   | Chris Phillips    | USA                 | für das Halbfinale zugelassen |

## Halbfinale

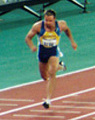
Um einen Rang bzw. fünf Hundertstelsekunden verpasste Robert Kronberg den Finaleinzug

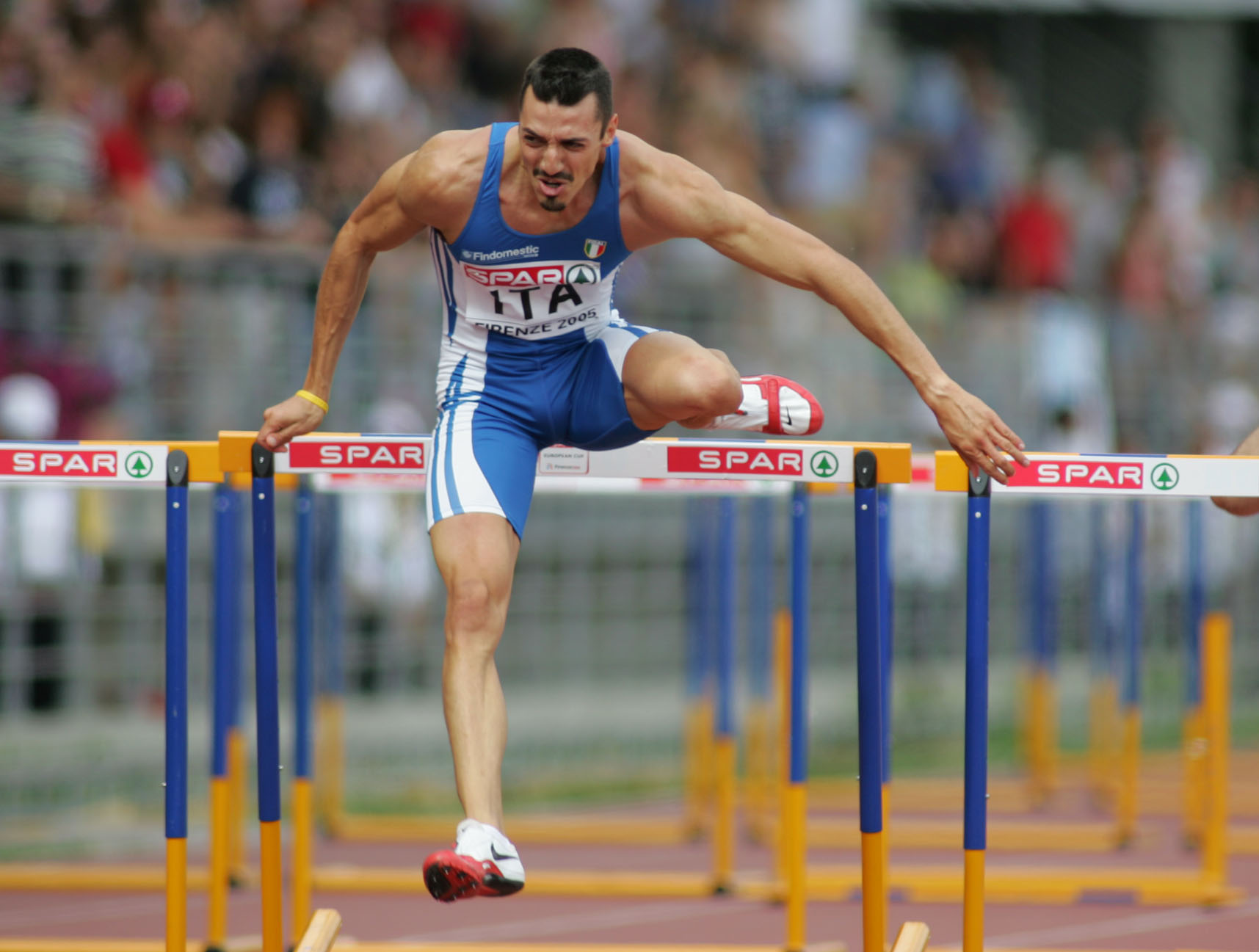
Andrea Giaconi schied als Siebter des zweiten Rennens im Halbfinale aus

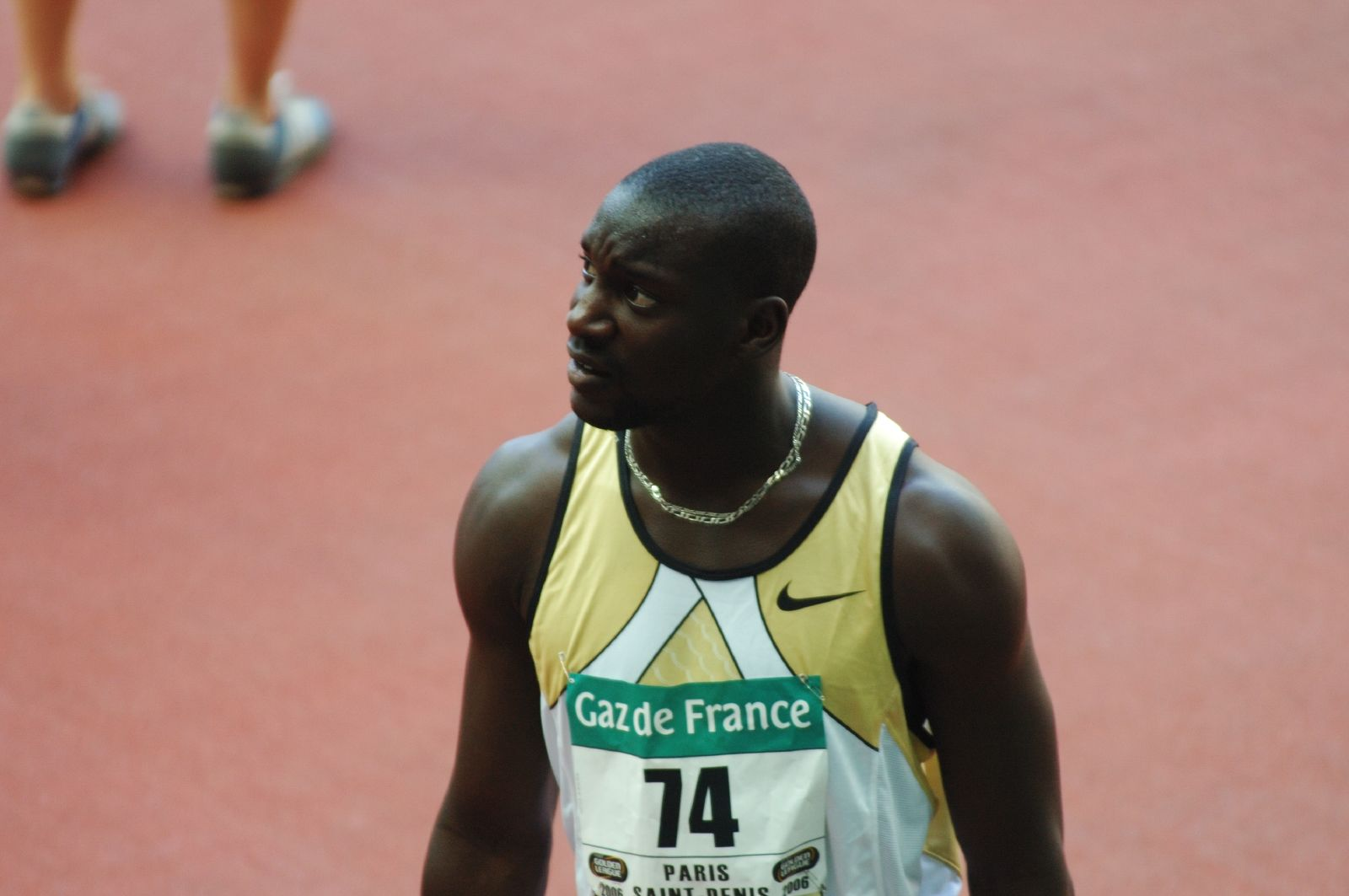
Für Ladji Doucouré reichte es mit seinen 13,54 s im dritten Halbfinallauf hier noch nicht ins Finale

Aus den drei Halbfinalläufen qualifizierten sich die jeweils ersten beiden Athleten – hellblau unterlegt – sowie die darüber hinaus zwei zeitschnellsten Läufer – hellgrün unterlegt – für das Finale.

### Halbfinallauf 1
29. August 2003, 20:05 Uhr
Wind: +0,4 m/s
| Platz | Name               | Nation              | Zeit (s) |
| ----- | ------------------ | ------------------- | -------- |
| 1     | Shi Dongpeng       | Volksrepublik China | 13,53    |
| 2     | Larry Wade         | USA                 | 13,55    |
| 3     | Robert Kronberg    | Schweden            | 13,60    |
| 4     | Robert Newton      | Großbritannien      | 13,62    |
| 5     | William Erese      | Nigeria             | 13,70    |
| 6     | Philip Nossmy      | Schweden            | 13,72    |
| 7     | Redelén dos Santos | Brasilien           | 13,77    |
| 8     | Matti Niemi        | Finnland            | 13,86    |

### Halbfinallauf 2
29. August 2003, 20:13 Uhr
Wind: ±0,0 m/s
| Platz | Name                    | Nation              | Zeit (s) |
| ----- | ----------------------- | ------------------- | -------- |
| 1     | Allen Johnson           | USA                 | 13,19    |
| 2     | Liu Xiang               | Volksrepublik China | 13,46    |
| 3     | Yoel Hernández          | Kuba                | 13,49    |
| 4     | Matheus Facho Inocêncio | Brasilien           | 13,59    |
| 5     | Dudley Dorival          | Haiti               | 13,59    |
| 6     | Masato Naitō            | Japan               | 13,68    |
| 7     | Andrea Giaconi          | Italien             | 13,84    |
| 8     | Charles Allen           | Kanada              | 14,19    |

### Halbfinallauf 3

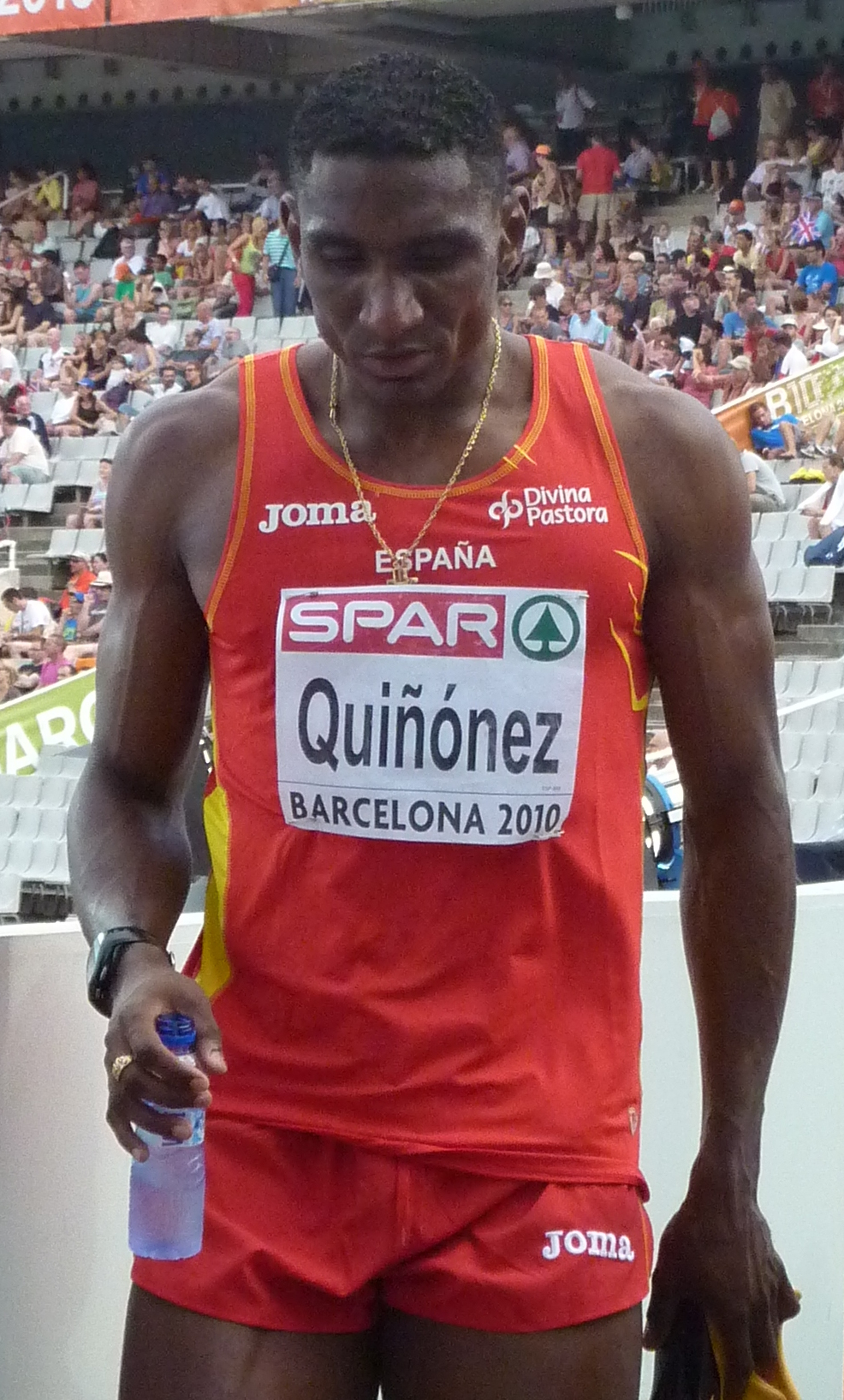
Jackson Quiñónez – 13,72 s im dritten Halbfinallauf und damit ausgeschieden
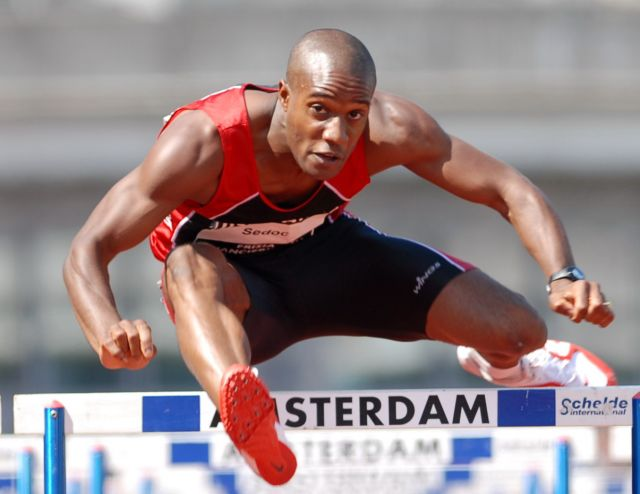
Gregory Sedoc scheiterte mit 13,74 s im dritten Halbfinalrennen

29. August 2003, 20:21 Uhr
Wind: +0,6 m/s
| Platz | Name                  | Nation      | Zeit (s)                                     |
| ----- | --------------------- | ----------- | -------------------------------------------- |
| 1     | Terrence Trammell     | USA         | 13,34                                        |
| 2     | Márcio Simão de Souza | Brasilien   | 13,48                                        |
| 3     | Shaun Bownes          | Südafrika   | 13,53 eigentlich für das Finale qualifiziert |
| 4     | Ladji Doucouré        | Frankreich  | 13,54                                        |
| 5     | Jérôme Crews          | Deutschland | 13,67                                        |
| 6     | Jackson Quiñónez      | Ecuador     | 13,72                                        |
| 7     | Gregory Sedoc         | Niederlande | 13,74                                        |
| DOP   | Chris Phillips        | USA         | für das Finale zugelassen                    |

## Finale

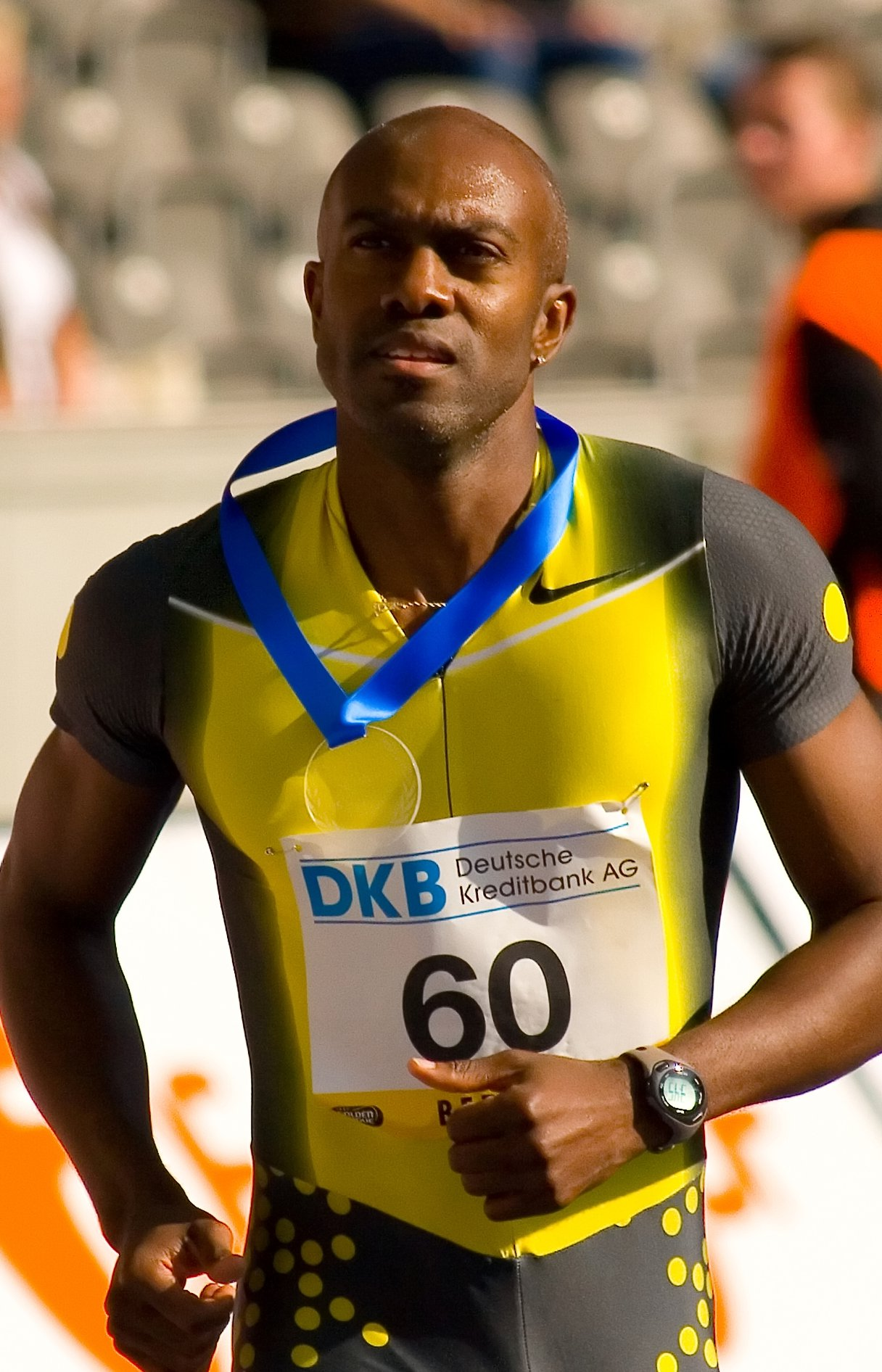
Schon sein vierter Titel: Weltmeister Allen Johnson, 1996 Olympiasieger

30. August 2003, 18:00 Uhr
Wind: +0,3 m/s
| Platz | Name                  | Nation              | Zeit (s) |
| ----- | --------------------- | ------------------- | -------- |
| 1     | Allen Johnson         | USA                 | 13,12    |
| 2     | Terrence Trammell     | USA                 | 13,20    |
| 3     | Liu Xiang             | Volksrepublik China | 13,23    |
| 4     | Larry Wade            | USA                 | 13,34    |
| 5     | Márcio Simão de Souza | Brasilien           | 13,48    |
| 6     | Shi Dongpeng          | Volksrepublik China | 13,55    |
| 7     | Yoel Hernández        | Kuba                | 13,57    |
| DOP   | Chris Phillips        | USA                 |          |

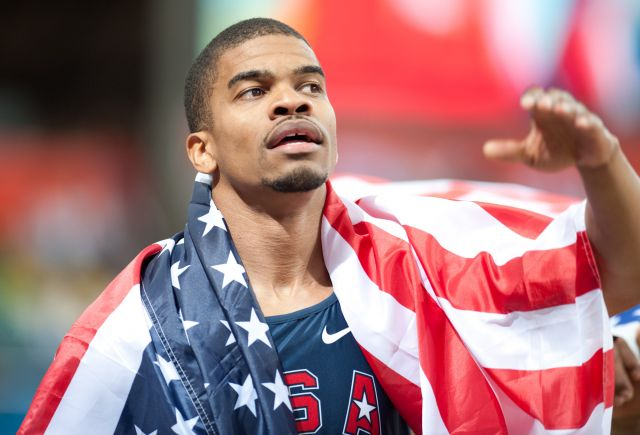
Der Olympiazweite von 2000 Terrence Trammell wurde Vizeweltmeister
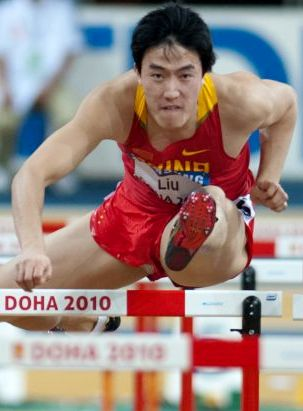
Bronzemedaillengewinner Liu Xiang
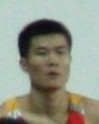
Shi Dongpeng kam auf den sechsten Platz

## Video
- Men’s 110m hurdles IAAF World Championships 2003 Paris auf youtube.com, abgerufen am 4. September 2020